# Waltonia pinicola
Waltonia pinicola är en svampart som beskrevs av Saho 1970. Waltonia pinicola ingår i släktet Waltonia, ordningen disksvampar, klassen Leotiomycetes, divisionen sporsäcksvampar och riket svampar.   Inga underarter finns listade i Catalogue of Life.